# الحب الأسير (مسلسل)
الحب الاسير هو مسلسل مكسيكي درامي رومنسي دو طابع تاريخي عرض في عدة دول عالمية قام بدور البطولة الممثلة الفنزويلية سوزانا كونزاليس الاسم الاصلي للمسلسل هو Pasion عرض المسلسل أول مرة عام 2007 ويعرض هذا المسلسل المكسيكي على قناة 2M أولا وفي عرض حصري وتدور القصة في جزر الكاريبي.

## فريق العمل
- المنتجة: Carla Estrada
- تكييف: María Zarattini وGuenia Argomedo
- مدير مسرح: Mónica Miguel
- مدير الدوائر: Alejandro Frutos
- نائب المدير: Arturo Lorca
- معاون المنتج: Guillermo Gutiérrez
- منسق الإنتاج: Lili Moyers
- الطبعة: Juan José Franco وLuis Horacio Valdés
- مدير الإنتاج: Graciela Valdivia
- موسيقى: Jesús Blanco
- كلمـات أغنية: Jorge Avendaño
- المترجمون: Sarah Brightman و Fernando Lima
- الأسلوب: Manuel Domínguez وLizbeth Silva
- تصميم ازياء: Cecilia García Molinero وCielo Espinoza وLorena Pimentel وLuis Enrique Rivas وPablo Montes Heredia
- مشـا هد: Alejandro García Chavarría وJuan Manuel Hernández وMiguel Ángel Medina وTeresa Ortiz
- صورة التصميم: María Teresa Rivera وLuz Adriana Llamas وDulce Velázquez وKarina Romero
- ماكيـاج: Blanca Villegas وGuadalupe Herrera وMaribel Pérez وRaquel Hernández وYeni Vázquez وMaría Eugenia Valencia وJuan Pablo Aquino وEmma Luna وTeresa Rodríguez
- مصفف الشعـر: Tere Islas وGabriela Sotelo وJaneth Remigio وJulieta Mauricio وRebeca Ramos
- وصف: Raúl Baños Zárraga وArturo Aguilera Sanjuanero
- إضاءة: Raúl Baños Zárraga وArturo Aguilera Sanjuanero
- الاستشارة النفسية: Dra. Judith Zerman
- مساعدي إنتاج: Luz María Zapata وMaricruz Castañón وRaúl Hernández وGuadalupe Cuevas وSandra Téllez وLupillo González وJulio Blanco وDavid Marcelino Domínguez وLiliana Martínez Europa وNury Salgado Jardón
- العلاقات العامة والصحافة: Arabella Del Toro وJuan Moreno وOlivia Flores
- الاستمرارية: Lucero Osorio Rojas وDalupe Moreno
- ممثلون: Lorca Arturo Guizar
- مساعد مدير: Jorge Robles

## القصة
لطالما انتظرت كاميلا يوم زفافها من سانتياغو الذي ربطتها به علاقة حب. إلا أن القدر سيشاء أن يفرق بينهما مرة أخرى حيث سيتعرضان يوم زفافهما لهجوم من طرف الدوق جورج الذي سيتشاجر مع ساتياغو والذي سيخطف كاميلا للنوم معها.
وبعد الشجار الذي دار بين الدوق وسانتياغو جرح سانياغو جرح جعل حياته مهدده بالخطر وبعد أن فرق كاميلا من قبضه الدوق وذهبت لترى حبيبها سانتياغو رأتهم يدهنونه بالزيت المقدس والذي يدهن به الموتى وذهبت تركض بعيده وتبكي وقد تعرضت للخطف من قبل تجار العبيد الذين خطفوها إلى جزر الكاريبي عن طريق سفينه قراصنه وما ان وقعت عيني القرصان على كاميلا إلا أن بدا المحاولة في كسبها وانقاذها لكنه لم يستطع.
وتم شراؤها من قبل رجل غني عجوز تزوجها وجعلها في بيته كالسجينه لا تخرج ولا ترا أحد، وبعد اربع سنوات عذاب مات الرجل العجوز ورجعت كاميلا لقيطة إلى بلدتها غنية محمله بثروة طائله لتتفاجا أن حبيبها سانتياغو قام بالزواج من اختها، لم تتحمل كاميلا هذه الصدمة وبقت تبكي، ثم استاجرت بيت وسكنت فيه هي وصديقتها.
و تبدا الاحداث... عندما تأتي ابنة العجوز الغني العمياء وعمتها العانس إلى القرية ليستردوا مالهم الذي ورثته من زوجها وتطلب العمياء المساعدة من ابن عمها الوريث لهذا المال وهو بحد ذاته القرصان الذي أراد مساعدتها فيقوم بتغير اسمه وكنيته بتزوير سيرتة حتى لايعلم أحد به فيتعرف على أهل البلدة ويقابل كاميلا التي وقع في حبها من أول نظره في بادر بمساعدتها عندما سمع قصتها ويقدم لها الحماية والأمن والحب فنشب الغيرة في قلب سنتياغو خطيبها السابق بعدها تكتشف كاميلا انه هو القرصان وان عمله كله لصالح الدولة ولي قبضوا على لصوص البحار من القراص نه والنبلاء اللصوص فتقوم مغامرتهما في التمسك بحبهم العميق في ضل كل المواقف التي تمر عليهما ومن كل الاشخاص اللذين حاولوا تفرقنهم.

## الممثلين
- Fernando Colunga - Ricardo de Salamanca y Almonte*
- Susana González - Camila*
- Sebastián Rulli - Santiago Marquez*
- Daniela Castro - Lisabeta de Salamanca*
- Rocío Banquells - Ofelia Marquez*
- Kika Edgar - Inés Marque*

## قصـة الأبطـال
- كاميلا

Susana Gonzalez
Camila فتاة جميتلة وهي الأجمـل من بين كـل البنات، وCamila لديـها قلب طيب وكبيـر والكتل يحبـها ولكـن حاولت مـرة التحرش بـها Jorge ولكنها هربت وطلبت المساعدة.
Camila بـعد مرور تقـع بحـب Ricardo وهذا الحب لديـه عقبـات كثيـرة وسوف يعانون الكثير من أجـل هذا الحب المحـرم.
- ريكاردو

fernando Colungo
رجـل شهتم ويحب مساعدة الجميــع وهو لديـه قلـب طيب وشخصيتـه قويـة ويحب الدفاع عن اللآخرين وحقـهم
و Ricardo يتعرف على Camila من خلال سفره مع عمتــه وسوف يحبـها وأعطـها قلبـها ولكن هذا الحب لم يتكمل فـ Jorge يفعـل أي شيء من أجـل أن يسـعد حـب Camila.
Ricardo، Jorge سوف ينافسـان على حب الذي هـو حب Camila.
- سنتياغو

Sebastian Rulli
سنتياغو Santiago رجـل متزوج وهـو متزوج من إخــت Camila وهـو يعاني الكثير في حياته بسبب زوجته الشريرة والمجنونة.
سنتياغو Santiago يتحمـلها من أجـل أن لا يثر مشاكـل بيـهما وهـي دائما تحاول أن تعثر على سبب صغير من أجـل الشجار.
و تتحول حياتـه إغلى كبوس وجحيـم وهـو يحاول أن يصـل إلى الحل وهو الطلاق ولكنه لا يريد أن يجرح مشاعـرها.
- الدوق وخس

Juan Ferrara
Jorge رجـل شرير وهو شرير ويحـب Camila وهذا الحب من طرف واحد ويحاول أن يفعل أي شيء من اجلها ومن أجل أن تحبـه.
و بـعد وقت يعلم أنها مغرمة وعلى علاقة حب يحاول أن يفرق بينـهما وهذا بمساعدة شقيقة Camila وهي Rita التي تغار عليها وعلى حبـها.
Jorge وRita سوف يخططان من أجـل أن يفرقان Ricardo وCamila وحتى يصلان إلى حلا.
- اخت كلميلا

Maite EmbilRita وهي
الشريرة التي تحب أن يـكون كـل شيء لـها وهـي شقيقة Camila وتحاول أن تفعل أي شيء من أجل أن تفرق بين Camila وRicardo.
و تصل إلى قرار وهو أن يكون لـها شريـك وهو Jorge الذي يحـب شقيــتها وهـي تكره كـل يقف في طرقها وأن ترى السعادة على وجه الآخرين على عكس شقيتـها Camila الطيبة.
- اورسولا

وهي Maya Mishalska
ÚRSULA MANCERA إبـنة Sofía وJorge وهـي أرمـلة منذ 7 سنوات وإبنـتها Tita التي تتجاهملها تماما.
و هـي إمرآة خفيفة تحب الشباب، الوسيم والقو تزوجت رجـل كبيـرا عليـها وهـو توفي، وتغرم مرة آخـرى بـ Vasco شقيـق Camila وعندما تجتمـع بـ Ricardo تحبـه وتعشقـه.
- الدوق هووبا

Juan Ferrara
زوج وأب Sofía وÚrsula أسرته تلقت ملك أسبانيا مهمة من الأراضي وممتلكات القرويين ويجمع الضرائب ويوفر العادالـة.
و هـو لا يهـه أحتد سوف ما يمتلـكه فقـط وما يحبـه لنفسـه وهو رجـل غامض ويحـب المـال.
- صوفيا

Mariana Karr
SOFÍA MENDOZA زوجـة والأم والجدة لـ Úrsula وTitaتزوجت Jorge من أجـل الإكشتاقف أسرار تتعلـق بالماضي
و تلقت صعوبـة في اكتشاف عمـا تريـده ولم تجـده في نفس الوقت، شعرت بارتياح أكبر من أهالي البلدة مع أصدقاء زوجهـا.

## مواقع خارجية
- الحب الأسير على موقع IMDb (الإنجليزية)
- الحب الأسير على موقع كينوبويسك (الروسية)
- الحب الأسير على موقع قاعدة بيانات الفيلم (الإنجليزية)

- الصفحة على قناة 2M
- [www.pasiontelenovela.com الموقع الرسمي]